# Synagoga ve Volyni
Synagoga ve městě Volyně v okrese Strakonice stojí v bývalé židovské ulici, dnes Žižkově. Postavena byla jako jedna z mála v empírovém stylu v letech 1838–1840 v místě nového ghetta, roku 1890 byla renovována. Nad vstupem je štít s hebrejským nápisem a lvy držícími štít s hodinami. Bohoslužby se v synagoze konaly až do druhé světové války.
V roce 1956 byla budova adaptována na kino, byla v průběhu času použita jako diskotéka, a v jižním křídle sídlí místní základní umělecká škola. Je chráněna jako kulturní památka České republiky. O návrat prostor k účelu veřejného setkávání a kultury se úspěšně snaží nezisková organizace Synagoga Volyně, z.ú., založená MUDr. Karolínou Hoňkovou Radilovou, MBA. 

## Reference

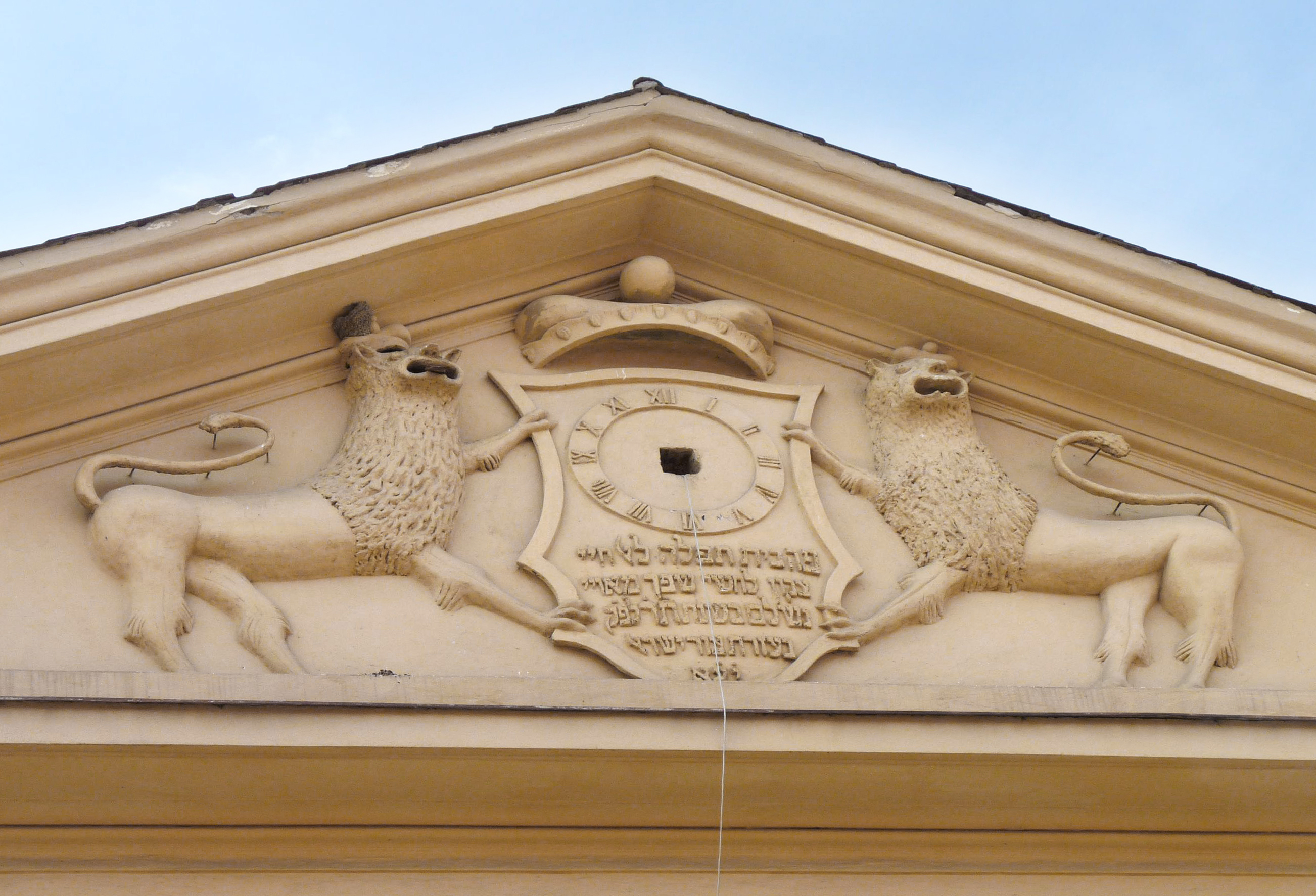
Štít synagogy